# آموزش پزشکی در پاناما

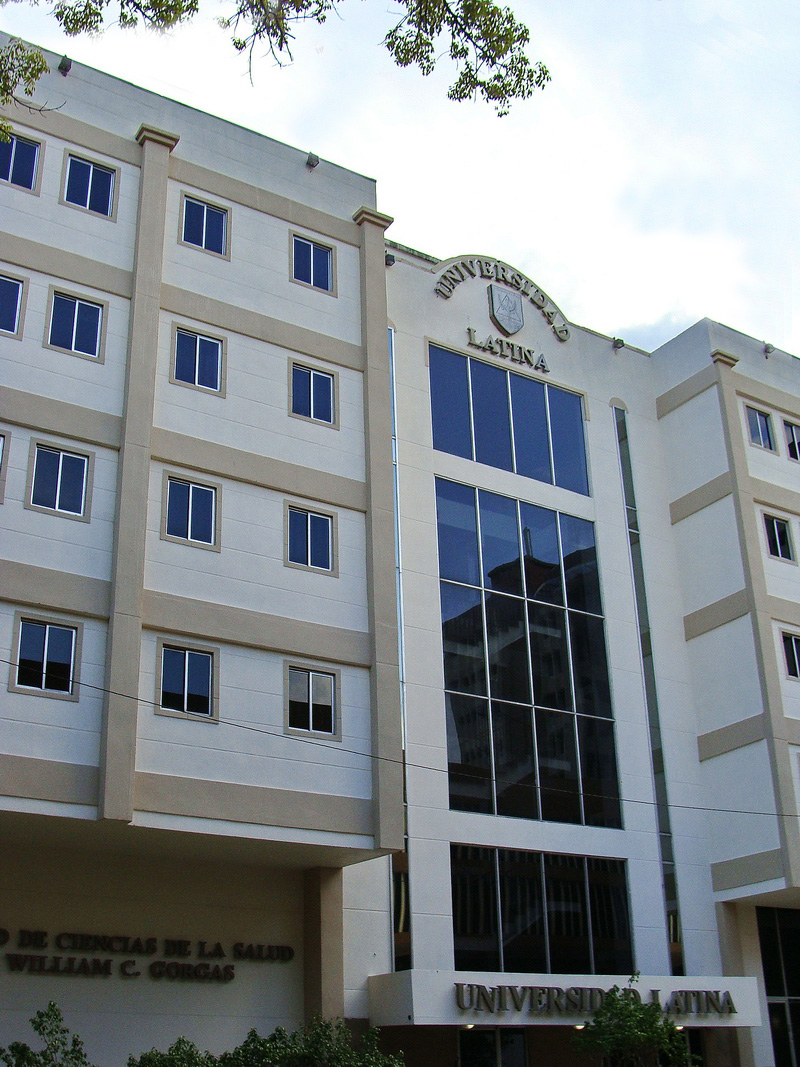
دانشگاه لاتین پاناما

آموزش پزشکی در کشور پاناما توسط دولت توسعه یافته‌است و دانشکده‌های پزشکی در کشور به رسمیت شناخته شده‌است. ۵ دانشکده پزشکی در پاناما وجود داردکه به‌طور معمول کارشناسی پزشکی و درجه جراحی ارائه می‌کند. در پاناما برنامه‌های پزشکی به دو نوع تقسیم می‌شود: ورود فارغ التحصیلان مقطع کارشناسی و ورود دانشجویان دوره لیسانس

## ورود
افراد دارای درجه کارشناسی تمایل دارند وارد رشته پزشکی شوند و به‌طور معمول مدت زمان تحصیل آن‌ها ۶سال است و معمولاً دانشگاه‌ها تمایل دارند تا دانش آموزان به‌طور مستقیم از دبیرستان وارد دانشگاه شوند. مدت زمان تحصیل فارغ التحصیلان ۴ سال است. قرعه کشی در دانشگاه به نسبت یک فارغ‌التحصیل با ۴ لیسانس مورد نیاز برای ورود به دانشگاه است.
این مطالب ارائه برنامه‌های پزشکی با انواع سوابق دانشگاهی و محدوده سنی از شرکت کنندگان است.
این مهم است که توجه داشته باشید، با این که، در برنامه ورود فارغ‌التحصیل هنوز هم اعطا مدرک لیسانس در پزشکی مهم است و یک برنامه ورود فارغ‌التحصیل شده‌است.

## الزامات
به منظور طبابت در جمهوری پاناما یا ورود به برنامه اقامت در پاناما لازم است شهروند پاناما شوید.
سایر موارد مورد نیاز عبارتند از:
سال اول کارآموزی چرخشی
پزشکان واجد شرایط می‌بایستی یک سال از عمل تحت نظارت را کامل و با موفقیت انجام دهند تا به‌طور کلی به عنوان کارآموزی شناخته شوند.
۲ سال کارآموزی روستایی
پس از پایان موفقیت‌آمیز بودن اولین سال کارورزی، پزشکان ملزم به انجام و تکمیل سال دوم کارآموزی در یک مؤسسه بهداشتی دولتی اختصاصی هستند.
هنگامی که این نیاز برآورده شد پزشکان واجد شرایط می توتنند برای ثبت نام کامل در انجمن پزشکی و مجوز شرکت در حرفه پزشکی مستقل در پاناما اقدام نمایند.

## دانشگاه‌های علوم پزشکی
دانشگاه فقط با برنامه‌های پزشکی در مقطع ورودی کارشناسی:
۱. دانشگاه د پاناما ۲. دانشگاه کلمبوس ۳. دانشگاه لاتین د پاناما ۴. دانشگاه لاتینومریکانا. Ciencia Y Tecnología ULACIT 5. دانشگاه Autónoma در Chiriquí UNACHI، تنها یک دانشگاه، در خارج از شهر پاناما است که یک برنامه کامل پزشکی ارائه می‌دهد. این دانشگاه در دیوید، Chiriqui واقع شده‌است.
دانشگاه فقط با برنامه ورود فارغ‌التحصیل پزشکی
۱. مدرسه بین‌المللی علوم پزشکی
تمام برنامه‌های ورود فارغ التحصیلان با به اشتراک گذاشتن یک روند مشابه در این زمان و قابل مقایسه با الزامات در ایالات متحده آمریکا است.
نامزدهای مورد نیاز اولین بار برای یک دوره مقدماتی پزشکی در رشته دانشگاه تأیید شده‌اند.